# Caesalpinia homblei
Caesalpinia homblei är en ärtväxtart som beskrevs av Rudolf Wilczek. Caesalpinia homblei ingår i släktet Caesalpinia och familjen ärtväxter. Inga underarter finns listade i Catalogue of Life.